# Mary Hayley Bell
Mary Hayley Bell (ur. 22 stycznia 1911 w Szanghaju, zm. 1 grudnia 2005 w Denham, Surrey) – aktorka angielska, pisarka, żona aktora sir Johna Millsa.
Była córką urzędnika brytyjskiej kolonialnej administracji podatkowej w Chinach i w tym kraju spędziła pierwsze lata życia – początkowo w Szanghaju, następnie w Tianjin. Około 1930 w Tianjin po raz pierwszy zetknęła się ze swoim przyszłym mężem, który przebywał w Chinach na występach; ze wspomnień Bell wynikało, że pokonała wówczas Millsa w towarzyskim meczu tenisa, ale sam Mills tego nie potwierdzał. Bell była już wówczas po debiucie na Broadwayu; debiutowała w kwietniu 1928 w komedii Volpone Bena Jonsona. Kontynuowała karierę aktorską w latach 30., występując m.in. w filmie Vintage Wine (1935) i Comedy Theatre w Londynie.
W 1939 odnowiła znajomość z Millsem. Zawarli cywilny związek małżeński 16 stycznia 1941 w Londynie (zaraz po rozwodzie Millsa z pierwszą żoną); małżeństwo faktycznie zakończyło karierę aktorską Bell, w kolejnych latach występowała na scenie i w filmie jedynie sporadycznie. Z przemysłem filmowym związała się trójka dzieci z tego małżeństwa – córki Juliet Mills (ur. 1941) i Hayley Mills (ur. 1946) zostały aktorkami, syn Jonathan Mills (ur. 1949) scenarzystą i producentem filmowym. Wnuk Millsa i Bell (syn Hayley Mills) Crispian Mills zyskał popularność jako wokalista grupy Kula Shaker.
Mary Bell zajęła się po ślubie pracą pisarską. Była autorką powieści i dramatów; rozpoczęła od czterech sztuk teatralnych (Men in Shadow, 1942; Angel, 1947; Duet for Two Hands, 1945; The Uninvited Guest, 1953). W inscenizacjach wszystkich tych utworów brał udział John Mills. Bell była ponadto autorką powieści Whistle Down the Wind, która doczekała się ekranizacji (1961, w roli głównej wystąpiła jej córka Hayley, a w filmie debiutował Alan Bates) oraz wersji musicalowej (w reżyserii Andrew Lloyda Webbera). Była również współautorką scenariusza do filmu Sky West and Crooked (1966) oraz dialogów do filmu Scott of the Antarctic (1948).
Jej małżeństwo z Johnem Millem, ze względu na swoją trwałość, było zjawiskiem unikalnym w świecie show-biznesu. W 60. rocznicę ślubu w styczniu 2001 odnowili przysięgę małżeńską w formie kościelnej. Bell w ostatnich latach życia zapadła na chorobę Alzheimera i musiała posługiwać się wózkiem inwalidzkim, przeżyła jednak męża o kilka miesięcy; zmarł on w kwietniu 2005. Mary Hayley Bell zmarła w wieku 94 lat w grudniu 2005. W tym samym roku zmarła również pierwsza żona Johna Millsa, aktorka Aileen Raymond (ur. 1910, zm. 28 kwietnia 2005).